# Adhemar Grijó Filho
Adhemar Grijó Filho (Florianópolis, 18 ottobre 1931 – Rio de Janeiro, 23 agosto 2020) è stato un pallanuotista e nuotatore brasiliano.
Ha partecipato, come nuotatore, alle Olimpiadi di Helsinki 1952, gareggiando nei 200m rana, e come pallanuotista, ai Giochi di Roma 1960 e di Tokyo 1964.
Sempre come pallanuotista, ha vinto 2 bronzi e 1 oro, rispettivamente ai Giochi panamericani del 1955, del 1959, e del 1963.